# Un Juif pour l'exemple (film)
Pour le roman, voir Un Juif pour l'exemple.
Pour plus de détails, voir Fiche technique et Distribution.
Un Juif pour l'exemple est un film suisse réalisé par Jacob Berger et sorti en 2016. Le film est adapté du roman éponyme de Jacques Chessex.

## Synopsis
Le film raconte l'assassinat d'Arthur Bloch par des sympathisants nazis en 1942 à Payerne, et la réception en 2009 du livre de Jacques Chessex inspiré de cet évènement.
Le film se passe dans les années 1940, mais montre aussi « une voiture ou des policiers en uniforme d’aujourd’hui au milieu d’une scène historique ». Ces anachronismes ont pour but de mettre en avant le côté contemporain de l'histoire.

## Fiche technique
Sauf indication contraire, les informations mentionnées dans cette section peuvent être confirmées par la base de données cinématographiques IMDb,  présente dans la section « Liens externes ».
- Titre : Un Juif pour l'exemple
- Réalisation : Jacob Berger
- Scénario : Jacob Berger, Michel Fessler et Aude Py d'après le roman de Jacques Chessex
- Producteur : Ruth Waldburger[1]
- Sociétés de production : Radio Télévision Suisse, SRG SSR, Vega Film
- Photographie : Luciano Tovoli
- Son et mixage : Henri Maikoff, François Musy et Gabriel Hafner[3]
- Musique : Manfred Eicher
- Montage : Sarah Anderson
- Décors : Yan Arlaud[3]
- Costumes : Léonie Zykan[3]
- Casting : Muriel Imbach[3]
- Assistant réalisateur : Jérôme Dassier[3]
- Pays d'origine : Suisse
- Format : Couleur
- Genre : Drame
- Durée : 72 minutes
- Dates de sortie :
  - Suisse 14 septembre 2016
  - France 14 mars 2018[4]

## Distribution
- Bruno Ganz : Arthur Bloch
- André Wilms : Jacques Chessex
- Edmond Vullioud : Pierre Chessex
- Aurélien Patouillard : Fernand Ischi
- Paul Laurent : Ballotte
- Baptiste Coustenoble : Robert Mermet
- Steven Matthews : Fritz Joss
- Elina Löwensohn : Myria Bloch
- Pierre-Antoine Dubey : Max Mermet
- Claude Vuilemin : Pasteur Lugrin
- Olivia Csiky Trnka : Alice Bladt
- Stéphanie Günther : Lucienne Chessex
- Mathias Svimbersky : Petit Jacques
- Melissa Aymon : Petite Elisabeth
- Fred Jacot-Guillarmod : Jean Bladt
- Magali Heu : Serveuse

## Distinctions

### Prix
- Prix du cinéma suisse 2017 : Meilleure interprétation masculine pour Bruno Ganz

### Nominations
- Prix du cinéma suisse 2017 : 
  - Meilleur film pour
  - Meilleur scénario